# Cyrtolobus fenestrata
Cyrtolobus fenestrata är en insektsart som beskrevs av Fitch. Cyrtolobus fenestrata ingår i släktet Cyrtolobus och familjen hornstritar. Inga underarter finns listade i Catalogue of Life.